# Блутаун (Тексас)
Блутаун (енгл. Bluetown) насељено је место без административног статуса у америчкој савезној држави Тексас.

## Демографија
По попису из 2010. године број становника је 356.
| Група             | 2000.    | 2010.       |
| Белци             | 0 (0,0%) | 11 (3,1%)   |
| Афроамериканци    | 0 (0,0%) | 0 (0,0%)    |
| Азијати           | 0 (0,0%) | 1 (0,3%)    |
| Хиспаноамериканци | 0 (0,0%) | 343 (96,3%) |
| Укупно            | 0        | 356         |